# Brian Sacchetti
Brian Sacchetti (Moncalieri, 4 maggio 1986) è un cestista italiano, di ruolo ala.
Figlio di Romeo Sacchetti, ha militato per sette anni con la Dinamo Sassari, ha vinto un Campionato Italiano (nel 2015), due Coppe Italia (nel 2014 e nel 2015) e una Supercoppa Italiana (nel 2015)
Inoltre vanta più di 390 presenze in Serie A fra stagione regolare e playoff, più di 90 presenze in competizioni europee (Eurolega, Eurocup e Champions League) e venti presenze con la Nazionale Italiana.

## Carriera
Brian Sacchetti esordisce in prima squadra nel 2003 a 17 anni con il Castelletto Ticino sotto la guida tecnica di suo padre Romeo. Con i gialloblu disputa tre campionati: i primi due in Serie B1 (2003-04 e 2004-05, culminato quest'ultimo con la promozione) ed il terzo in Legadue, in cui milita per l'ultima stagione fino all'estate 2006.
Nel giugno 2006 passa al Basket Club Ferrara con cui gioca quattro campionati, due in Legadue (2006-07 e 2007-08) con una promozione nella massima serie ed altrettanti campionati appunto in Serie A (2008-09 e 2009-10).
Nell'estate del 2010 trova l'accordo con la Dinamo Sassari. rimanendo dunque in categoria e ritrovando come allenatore suo padre, Romeo, avuto durante le sue prime due stagioni da professionista.

Il 19 luglio 2011 la Dinamo Sassari lo riconferma per un'altra stagione ancora, insieme ai suoi compagni di squadra il capitano Manuel Vanuzzo, Mauro Pinton e Giacomo Devecchi.

Il 17 luglio 2012, dopo una stagione in cui la squadra sassarese, grazie anche al suo contributo, è arrivata alle semifinali playoff, la dirigenza comunica il prolungamento del contratto fino al 2015.

Il 9 novembre 2014 viene annunciato il rinnovo del contratto in essere con la Dinamo fino al 2018. Al termine della stagione 2014-15 la Dinamo conquista il primo scudetto della propria storia, annata in cui Sacchetti contribuisce con 4,5 punti in 15,8 minuti di media in regular season e 2,7 punti in 9,8 minuti di media nel corso dei playoff.
Il 1º giugno 2017 annuncia in una conferenza stampa di aver interrotto il rapporto con la Dinamo Sassari dopo sette anni.
Il 1º luglio 2017 firma con un contratto biennale con il Basket Brescia Leonessa. Ad agosto 2018 la società lombarda annuncia il prolungamento del suo contratto sino al 30 giugno 2021. Nel frattempo, in vista dei Mondiali 2019, viene "tagliato" da suo padre, CT della nazionale italiana, che non lo inserisce nella lista dei dodici convocati.
Il 16 maggio 2021 lascia Brescia dopo quattro stagioni rescindendo il proprio contratto, per poi firmare il giorno successivo con la Scaligera Verona in Serie A2 con cui disputa i soli playoff.
Nel luglio 2021 firma con Treviglio. Nel giugno 2022 sottoscrive un rinnovo biennale con il club bergamasco, di cui viene anche eletto capitano nell'agosto dello stesso anno, prima dell'inizio della stagione 2022/23.

## Statistiche

### Club
Campionato stagione regolare
| Stagione        | Squadra            | Competizione | Partite | Partite | Partite | Statistiche tiro | Statistiche tiro | Statistiche tiro | Altre statistiche | Altre statistiche | Altre statistiche | Altre statistiche | Altre statistiche |
| Stagione        | Squadra            | Competizione | Pres.   | Titol.  | Minuti  | Tiri da 2        | Tiri da 3        | Liberi           | Rimb.             | Assist            | Rubate            | Stopp.            | Punti             |
| --------------- | ------------------ | ------------ | ------- | ------- | ------- | ---------------- | ---------------- | ---------------- | ----------------- | ----------------- | ----------------- | ----------------- | ----------------- |
| 2003-2004       | Castelletto Ticino | Serie B1     | 26      | 0       | 175     | 11/16            | 6/17             | 22/30            | 17                | 6                 | 13                | 1                 | 62                |
| 2004-2005       | Castelletto Ticino | Serie B1     | 30      | 0       | 538     | 54/88            | 22/66            | 59/69            | 79                | 25                | 44                | 1                 | 233               |
| 2005-2006       | Castelletto Ticino | Legadue      | 29      | 11      | 481     | 23/43            | 25/79            | 54/72            | 69                | 22                | 32                | 1                 | 175               |
| 2006-2007       | B.C. Ferrara       | Legadue      | 29      | 1       | 496     | 22/44            | 28/79            | 55/69            | 81                | 22                | 35                | 1                 | 183               |
| 2007-2008       | B.C. Ferrara       | Legadue      | 28      | 3       | 439     | 23/42            | 18/50            | 47/54            | 70                | 15                | 37                | 1                 | 147               |
| 2008-2009       | B.C. Ferrara       | Serie A      | 29      | 1       | 343     | 15/24            | 12/36            | 25/32            | 48                | 7                 | 16                | 1                 | 91                |
| 2009-2010       | B.C. Ferrara       | Serie A      | 28      | 3       | 378     | 17/28            | 19/49            | 18/21            | 57                | 16                | 23                | 1                 | 109               |
| 2010-2011       | Dinamo Sassari     | Serie A      | 28      | 2       | 423     | 23/41            | 21/55            | 24/30            | 63                | 22                | 26                | 3                 | 133               |
| 2011-2012       | Dinamo Sassari     | Serie A      | 30      | 2       | 455     | 23/46            | 22/61            | 47/56            | 83                | 25                | 25                | 1                 | 159               |
| 2012-2013       | Dinamo Sassari     | Serie A      | 30      | 0       | 381     | 28/51            | 21/53            | 29/38            | 68                | 18                | 22                | 1                 | 148               |
| 2013-2014       | Dinamo Sassari     | Serie A      | 30      | 0       | 403     | 29/47            | 25/67            | 29/29            | 56                | 16                | 20                | 0                 | 162               |
| 2014-2015       | Dinamo Sassari     | Serie A      | 28      | 3       | 441     | 18/43            | 18/53            | 37/39            | 88                | 23                | 19                | 3                 | 127               |
| 2015-2016       | Dinamo Sassari     | Serie A      | 29      | 5       | 547     | 28/49            | 19/60            | 24/32            | 100               | 32                | 19                | 0                 | 137               |
| 2016-2017       | Dinamo Sassari     | Serie A      | 29      | 20      | 608     | 11/30            | 32/71            | 36/45            | 118               | 60                | 17                | 3                 | 154               |
| 2017-2018       | Leonessa Brescia   | Serie A      | 30      | 4       | 610     | 33/66            | 27/67            | 50/72            | 131               | 53                | 18                | 4                 | 197               |
| 2018-2019       | Leonessa Brescia   | Serie A      | 30      | 1       | 597     | 23/54            | 29/79            | 61/78            | 100               | 33                | 12                | 5                 | 194               |
| 2019-2020       | Leonessa Brescia   | Serie A      | 21      | 8       | 416     | 20/35            | 26/54            | 21/24            | 73                | 30                | 10                | 5                 | 139               |
| Totale carriera |                    |              |         |         |         |                  |                  |                  |                   |                   |                   |                   |                   |

Campionato playoff
| Stagione        | Squadra          | Competizione     | Partite | Partite | Partite | Statistiche tiro | Statistiche tiro | Statistiche tiro | Altre statistiche | Altre statistiche | Altre statistiche | Altre statistiche | Altre statistiche |
| Stagione        | Squadra          | Competizione     | Pres.   | Titol.  | Minuti  | Tiri da 2        | Tiri da 3        | Liberi           | Rimb.             | Assist            | Rubate            | Stopp.            | Punti             |
| --------------- | ---------------- | ---------------- | ------- | ------- | ------- | ---------------- | ---------------- | ---------------- | ----------------- | ----------------- | ----------------- | ----------------- | ----------------- |
| 2006-2007       | B.C. Ferrara     | Playoff Legadue  | 3       | 0       | 53      | 2/5              | 3/9              | 0/0              | 3                 | 1                 | 1                 | 1                 | 13                |
| 2010-2011       | Dinamo Sassari   | Playoff Serie A  | 4       | 0       | 80      | 2/5              | 6/12             | 5/10             | 14                | 5                 | 5                 | 0                 | 27                |
| 2011-2012       | Dinamo Sassari   | Playoff Serie A  | 6       | 0       | 47      | 3/7              | 1/6              | 2/2              | 10                | 1                 | 1                 | 0                 | 11                |
| 2012-2013       | Dinamo Sassari   | Playoff Serie A  | 7       | 0       | 120     | 7/8              | 10/22            | 13/18            | 25                | 3                 | 2                 | 0                 | 57                |
| 2013-2014       | Dinamo Sassari   | Playoff Serie A  | 9       | 0       | 115     | 12/20            | 5/13             | 12/14            | 20                | 7                 | 5                 | 0                 | 51                |
| 2014-2015       | Dinamo Sassari   | Playoff Serie A  | 17      | 0       | 167     | 7/13             | 2/23             | 26/32            | 37                | 16                | 6                 | 1                 | 46                |
| 2015-2016       | Dinamo Sassari   | Playoff Serie A  | 3       | 0       | 52      | 2/6              | 0/4              | 0/0              | 6                 | 3                 | 1                 | 0                 | 4                 |
| 2016-2017       | Dinamo Sassari   | Playoff Serie A  | 3       | 3       | 64      | 3/5              | 0/8              | 2/4              | 21                | 4                 | 1                 | 1                 | 8                 |
| 2017-2018       | Leonessa Brescia | Playoff Serie A  | 7       | 0       | 148     | 11/18            | 5/12             | 14/17            | 25                | 12                | 4                 | 1                 | 51                |
| 2021            | Scaligera Verona | Playoff Serie A2 | 0       | 0       | 0       | 0/0              | 0/0              | 0/0              | 0                 | 0                 | 0                 | 0                 | 0                 |
| Totale carriera |                  |                  |         |         |         |                  |                  |                  |                   |                   |                   |                   |                   |

Eurolega
| Stagione        | Squadra         | Competizione    | Partite | Partite | Partite | Statistiche tiro | Statistiche tiro | Statistiche tiro | Altre statistiche | Altre statistiche | Altre statistiche | Altre statistiche | Altre statistiche |
| Stagione        | Squadra         | Competizione    | Pres.   | Titol.  | Minuti  | Tiri da 2        | Tiri da 3        | Liberi           | Rimb.             | Assist            | Rubate            | Stopp.            | Punti             |
| --------------- | --------------- | --------------- | ------- | ------- | ------- | ---------------- | ---------------- | ---------------- | ----------------- | ----------------- | ----------------- | ----------------- | ----------------- |
| 2014-2015       | Dinamo Sassari  | Eurolega        | 8       | 0       | 104     | 1/3              | 5/15             | 2/2              | 21                | 11                | 5                 | 0                 | 19                |
| 2015-2016       | Dinamo Sassari  | Eurolega        | 10      | 4       | 182     | 7/13             | 5/15             | 9/14             | 26                | 7                 | 5                 | 0                 | 38                |
| Totale carriera | Totale carriera | Totale carriera | 18      | 4       | 286     | 8/16             | 10/30            | 11/16            | 47                | 18                | 10                | 0                 | 57                |

Eurocup
| Stagione        | Squadra          | Competizione | Partite | Partite | Partite | Statistiche tiro | Statistiche tiro | Statistiche tiro | Altre statistiche | Altre statistiche | Altre statistiche | Altre statistiche | Altre statistiche |
| Stagione        | Squadra          | Competizione | Pres.   | Titol.  | Minuti  | Tiri da 2        | Tiri da 3        | Liberi           | Rimb.             | Assist            | Rubate            | Stopp.            | Punti             |
| --------------- | ---------------- | ------------ | ------- | ------- | ------- | ---------------- | ---------------- | ---------------- | ----------------- | ----------------- | ----------------- | ----------------- | ----------------- |
| 2012-2013       | Dinamo Sassari   | Eurocup      | 5       | 0       | 72      | 2/6              | 6/13             | 10/10            | 6                 | 4                 | 0                 | 0                 | 32                |
| 2013-2014       | Dinamo Sassari   | Eurocup      | 17      | 0       | 217     | 17/34            | 16/50            | 13/14            | 33                | 10                | 10                | 0                 | 95                |
| 2014-2015       | Dinamo Sassari   | Eurocup      | 6       | 1       | 127     | 5/9              | 10/22            | 11/11            | 14                | 7                 | 4                 | 0                 | 51                |
| 2015-2016       | Dinamo Sassari   | Eurocup      | 6       | 0       | 76      | 4/8              | 1/8              | 4/5              | 7                 | 6                 | 2                 | 0                 | 15                |
| 2018-2019       | Leonessa Brescia | Eurocup      | 10      | 0       | 181     | 4/11             | 7/20             | 28/31            | 30                | 17                | 3                 | 3                 | 57                |
| 2019-2020       | Leonessa Brescia | Eurocup      | 16      | 5       | 286     | 10/25            | 15/43            | 19/27            | 45                | 17                | 3                 | 0                 | 84                |
| Totale carriera |                  |              |         |         |         |                  |                  |                  |                   |                   |                   |                   |                   |

Champions League
| Stagione        | Squadra         | Competizione     | Partite | Partite | Partite | Statistiche tiro | Statistiche tiro | Statistiche tiro | Altre statistiche | Altre statistiche | Altre statistiche | Altre statistiche | Altre statistiche |
| Stagione        | Squadra         | Competizione     | Pres.   | Titol.  | Minuti  | Tiri da 2        | Tiri da 3        | Liberi           | Rimb.             | Assist            | Rubate            | Stopp.            | Punti             |
| --------------- | --------------- | ---------------- | ------- | ------- | ------- | ---------------- | ---------------- | ---------------- | ----------------- | ----------------- | ----------------- | ----------------- | ----------------- |
| 2016-2017       | Dinamo Sassari  | Champions League | 20      | 0       | 355     | 7/24             | 18/54            | 15/20            | 60                | 23                | 13                | 1                 | 83                |
| Totale carriera | Totale carriera | Totale carriera  | 20      | 0       | 355     | 7/24             | 18/54            | 15/20            | 60                | 23                | 13                | 1                 | 83                |

### Nazionale
| Cronologia completa delle presenze e dei punti in Nazionale - Italia | Cronologia completa delle presenze e dei punti in Nazionale - Italia | Cronologia completa delle presenze e dei punti in Nazionale - Italia | Cronologia completa delle presenze e dei punti in Nazionale - Italia | Cronologia completa delle presenze e dei punti in Nazionale - Italia | Cronologia completa delle presenze e dei punti in Nazionale - Italia | Cronologia completa delle presenze e dei punti in Nazionale - Italia | Cronologia completa delle presenze e dei punti in Nazionale - Italia |
| Data                                                                 | Città                                                                | In casa                                                              | Risultato                                                            | Ospiti                                                               | Competizione                                                         | Punti                                                                | Note                                                                 |
| -------------------------------------------------------------------- | -------------------------------------------------------------------- | -------------------------------------------------------------------- | -------------------------------------------------------------------- | -------------------------------------------------------------------- | -------------------------------------------------------------------- | -------------------------------------------------------------------- | -------------------------------------------------------------------- |
| 11/06/2009                                                           | Porto San Giorgio                                                    | Stati Uniti                                                          | 44 - 89                                                              | Italia                                                               | Torneo amichevole                                                    | 0                                                                    | [ 13 ]                                                               |
| 12/06/2009                                                           | Porto San Giorgio                                                    | Italia U-22 LNP                                                      | 61 - 98                                                              | Italia                                                               | Torneo amichevole                                                    | 2                                                                    | [ 14 ]                                                               |
| 26/11/2017                                                           | Zagabria                                                             | Croazia                                                              | 64 - 80                                                              | Italia                                                               | Qual. Mondiali 2019                                                  | 2                                                                    | [ 15 ]                                                               |
| 23/02/2018                                                           | Treviso                                                              | Italia                                                               | 80 - 62                                                              | Paesi Bassi                                                          | Qual. Mondiali 2019                                                  | 5                                                                    | [ 16 ]                                                               |
| 26/02/2018                                                           | Cluj-Napoca                                                          | Romania                                                              | 50 - 101                                                             | Italia                                                               | Qual. Mondiali 2019                                                  | 0                                                                    | [ 17 ]                                                               |
| 28/06/2018                                                           | Trieste                                                              | Italia                                                               | 72 - 78                                                              | Croazia                                                              | Qual. Mondiali 2019                                                  | 9                                                                    | [ 18 ]                                                               |
| 01/07/2018                                                           | Groninga                                                             | Paesi Bassi                                                          | 81 - 66                                                              | Italia                                                               | Qual. Mondiali 2019                                                  | 9                                                                    | [ 19 ]                                                               |
| 07/09/2018                                                           | Amburgo                                                              | Rep. Ceca                                                            | 87 - 80                                                              | Italia                                                               | Torneo amichevole                                                    | 17                                                                   | [ 20 ]                                                               |
| 08/09/2018                                                           | Amburgo                                                              | Germania                                                             | 62 - 71                                                              | Italia                                                               | Torneo amichevole                                                    | 5                                                                    | [ 21 ]                                                               |
| 14/09/2018                                                           | Bologna                                                              | Italia                                                               | 101 - 82                                                             | Polonia                                                              | Qual. Mondiali 2019                                                  | 5                                                                    | [ 22 ]                                                               |
| 17/09/2018                                                           | Debrecen                                                             | Ungheria                                                             | 63 - 69                                                              | Italia                                                               | Qual. Mondiali 2019                                                  | 4                                                                    | [ 23 ]                                                               |
| 29/11/2018                                                           | Brescia                                                              | Italia                                                               | 70 - 65                                                              | Lituania                                                             | Qual. Mondiali 2019                                                  | 3                                                                    | [ 24 ]                                                               |
| 02/12/2018                                                           | Danzica                                                              | Polonia                                                              | 94 - 78                                                              | Italia                                                               | Qual. Mondiali 2019                                                  | 6                                                                    | [ 25 ]                                                               |
| 08/08/2019                                                           | Verona                                                               | Italia                                                               | 111 - 54                                                             | Senegal                                                              | Torneo amichevole                                                    | 8                                                                    | [ 26 ]                                                               |
| 09/08/2019                                                           | Verona                                                               | Italia                                                               | 70 - 72                                                              | Russia                                                               | Torneo amichevole                                                    | 13                                                                   | [ 27 ]                                                               |
| 10/08/2019                                                           | Verona                                                               | Italia                                                               | 72 - 54                                                              | Venezuela                                                            | Torneo amichevole                                                    | 1                                                                    | [ 28 ]                                                               |
| 16/08/2019                                                           | Atene                                                                | Grecia                                                               | 83 - 63                                                              | Italia                                                               | Torneo Acropolis 2019                                                | 0                                                                    | [ 29 ]                                                               |
| 17/08/2019                                                           | Atene                                                                | Italia                                                               | 64 - 96                                                              | Serbia                                                               | Torneo Acropolis 2019                                                | 2                                                                    | [ 30 ]                                                               |
| 18/08/2019                                                           | Atene                                                                | Italia                                                               | 70 - 72                                                              | Turchia                                                              | Torneo Acropolis 2019                                                | 0                                                                    | [ 31 ]                                                               |
| 23/08/2019                                                           | Shenyang                                                             | Italia                                                               | 65 - 71                                                              | Serbia                                                               | Torneo amichevole                                                    | 0                                                                    | [ 32 ]                                                               |
| Totale                                                               |                                                                      | Presenze                                                             | 20                                                                   |                                                                      | Punti                                                                | 91                                                                   |                                                                      |

## Palmarès

### Club
- Legadue: 1

Ferrara: 2007-2008
- Campionato italiano: 1

Dinamo Sassari: 2014-2015
- Coppa Italia: 2

Dinamo Sassari: 2014, 2015
- Supercoppa italiana: 1

Dinamo Sassari: 2014